# Дакан
«Дакан» (фр. Dakan) — французско-гвинейский фильм 1997 года автора сценария, режиссёра и актёра Мухамеда Камара о конфликте между гомосексуальностью, семьей и обществом, в котором на однополые отношения наложено табу. Это первый западноафриканский художественный фильм на гомосексуальную тематику. Мухамед Камара о своей картине:

«Я снял этот фильм, чтобы воздать должное тем, кто выражает свою любовь любым способом, несмотря на усилия общества для её подавления» — Мухамед Камара

## Сюжет
Манга и Сори — два молодых человека, которые влюблены друг в друга. Они решают рассказать о своих отношениях родителям: Манга матери, а Сори отцу. В результате родители запрещают им встречаться. Через некоторое время Сори женится, и у него рождается ребёнок. Мать Манга обращается к колдовству в надежде вылечить сына от гомосексуальности, но у неё ничего не получается. И всё-таки Манга знакомится и встречается с белой женщиной по имени Уму. Парни изо всех сил стараются измениться и стать «нормальными», но, в конце всё равно возвращаются друг к другу. Мать Манга благословляет их.

## В ролях
- Мухамед Камара — отец Сори
- Мамади Мори Камара
- Сесиль Буа
- Кумба Диаките
- Каде Сек

## Реакция
Камара начал снимать «Дакан» при финансовой поддержке правительств Франции и Гвинеи, но когда гвинейское правительство обнаружило, что фильм содержит гомосексуальную тематику, финансирование было остановлено. Камара использовал свои собственные деньги, чтобы закончить проект и получил финансовую поддержку от французского телевидения. Съёмкам пытались помешать разгневанные протестующие.